# 東通
株式会社東通（とうつう、英: TOTSU Inc.）は、かつて存在したテレビ技術を専門とする技術プロダクション。
TBSホールディングスの連結子会社で、ドラマ・バラエティー・情報番組などのカメラマンやビデオ編集などで数々の技術協力を手掛けていた。
社名の由来は設立当初の商号である「東京通信機工事株式会社」（とうきょうつうしんきこうじ）を略したもので、TBSテレビが制作するテレビドラマの協力を手がけていた。
2021年4月1日にTBSアート&テクノロジーを存続会社として、同社を含めたTBSグループ12社を合併し、株式会社TBSアクト（略称・TACT）に経営統合され、消滅（被合併）会社となった。なお、「○○東通」「東通○○」と名乗るグループ企業の社名変更はない。

## 概要

### 所在地
- 本社：東京都港区赤坂5丁目2-20 赤坂パークビル 9F
- 流通センター倉庫：東京都大田区平和島6丁目1-1

### 設立年月日
- 1962年（昭和37年）11月29日

### 役員
- 代表取締役社長：國分 幹雄
- 専務取締役：一方井 克爾（前常務取締役）
- 常務取締役：天野 雅道、佐藤 裕宏
- 取締役：柳澤 任広、津久井 直也（TBSホールディングス・経理部長）、奥田 晋（TBSテレビ・ディアテクノロジー局長 兼 技師長）
- 監査役：鈴木 博、竹下 達郎（TBSホールディングス・グループデザイン局長）

### 主なグループ会社

#### 連結子会社
- 株式会社関西東通
- 株式会社名古屋東通
- 株式会社北陸東通
- 株式会社四国東通
- 株式会社九州東通

#### 関西東通傘下
- ライズ・アップ（旧東通ライティング）
- 東通インフィニティー（旧東通エーヴィセンター）
- 東通企画

#### 旧子会社
- 大阪東通
- 株式会社エヌ・エス・ティー
- 株式会社タムコ
- 株式会社ティ・エル・シー
- 株式会社テクト

#### 名古屋東通傘下
- 名古屋東通企画

### 株主
| - 株式会社TBSホールディングス - 株式会社緑山スタジオ・シティ - 株式会社アックス - 日本テレビ放送網株式会社 - 株式会社フジ・メディア・ホールディングス - 株式会社テレビ朝日 - 株式会社テレビ東京 - 株式会社毎日放送 - 朝日放送株式会社 - 関西テレビ放送株式会社 | - 讀賣テレビ放送株式会社 - 中部日本放送株式会社 - 北海道放送株式会社 - 静岡放送株式会社 - RKB毎日放送株式会社 - 株式会社TBS会館 - 三井物産株式会社 - 東京エレクトロン株式会社 - 東映株式会社 - 東宝株式会社 - 国際放映株式会社 |

## 沿革
- 1962年11月 - 東京都港区に東京通信機工事株式会社を設立
- 1964年11月 - 株式会社東通に商号変更
- 1969年
  - 10月 - TBSテレビ局舎に技術本部を移転
  - 当社1号中継車稼働開始
- 1970年
  - 5月 - 松平ビルに本社機構を移転
  - 12月 - 管野ビルにプロダクション事業部を設置
- 1971年9月 - 当社3号中継車（カラー）稼働開始
- 1974年2月 - TBS駐車場内プレハブ棟に中継本部を設置
- 1977年8月 - 赤坂KTビルに本社機構を移転
- 1979年8月 - 赤坂パロスビルに制作事業部、営業部を移転
- 1984年10月 - 美術部の事業を分割「アックス」とする
- 1988年7月 - 赤坂TSビルに制作事業部、技術本部を移転
- 1994年10月 - 赤坂アートビルに本社機構、全事業部を移転
- 2000年
  - 9月 - ビデオセンタ一事業部設置
  - 10月 - 当社初のHD中継車(R-1)稼働開始
- 2001年
  - 4月 - プラザミカドビルに本社を移転
  - 5月 - ENG事業部を設置
  - 12月 - 大阪支社を設置
- 2002年8月 - 神奈川県横浜市青葉区緑山2300番地1に支店設置。通称「緑山東通中継基地局」
- 2003年4月 - HD中継車（R-4）稼働開始
- 2005年7月 - HD中継車（R-8）稼働開始
- 2006年10月 - HD中継車（R-11→R-C）稼働開始
- 2010年
  - 3月 - 緑山東通中継基地局を東京流通センター内に移動
  - 4月 - 大阪支社を分割「関西東通」とする
- 2012年11月 - HD中継車（R-3）稼働開始
- 2014年4月 - 本社移転
- 2015年6月 - HD中継車（R-B）稼働開始
- 2017年1月 - 4K中継車 (R-1) 稼働開始
- 2020年
  - 1月 - 4K中継車（R-2）稼働開始
  - 6月 - 技術・美術・CG関連部門の子会社再編を目的として株式会社TBSアート&テクノロジーを設立。その後同業務に属する子会社を吸収合併する[1]。
- 2021年
  - 1月15日 - 株式会社TBSアート&テクノロジーから株式会社TBSアクトへ商号を変更することを株式会社TBSホールディングスが発表[2]。
  - 4月 - TBSアクトが、東通、および東通グループ傘下によるエヌ・エス・ティー、ティ・エル・シー、タムコ、アックス、OXYBOTなど12社を吸収合併[3]。
    - 東通が手がけていた業務は、技術業務はTBSアクトプロダクション本部、TBSアクトシステム本部がそれぞれ継承した他、CG業務はTBSアクトデザイン本部アートセンターCG運用部、制作業務やマネジメント業務はTBSアクトマネジメント本部が継承した。

## 主な事業
- テレビ番組、中継、取材の技術
- VTR編集、MA、CG技術

## 主な実績

### 中継車
| 番号 | 種別                     | 配置先              | 備考                                                                  |
| ---- | ------------------------ | ------------------- | --------------------------------------------------------------------- |
| R-1  | DIGITAL 4K 大型中継車    | 東京本社            | 拡幅式 2017年1月完成、4K/HDRライブ運用に対応                          |
| R-2  | DIGITAL 4K 大型中継車    | 東京本社            | 拡幅式 2020年1月完成、4K/HDRライブ運用に対応、12G-SDI(映像)＋IP(音声) |
| R-3  | DIGITAL 4K/HD 大型中継車 | 東京本社            | 拡幅式 2012年10月完成、3D/4K映像フォーマットに対応                    |
| R-8  | DIGITAL HD 大型中継車    | 名古屋東通→東京本社 |                                                                       |
| R-9  | DIGITAL HD 小型中継車    | 九州東通            | マラソン移動中継対応                                                  |
| R-12 | DIGITAL HD 中型中継車    | 東京本社            | マラソン移動中継対応、音声中継車としての使用も可能                    |
| R-A  | DIGITAL HD 大型中継車    | 関西東通            |                                                                       |
| R-B  | DIGITAL 4K/HD 大型中継車 | 関西東通            | 2015年6月完成、3D/4K映像フォーマットに対応                            |
| R-C  | DIGITAL HD 中型中継車    | 東京本社→関西東通   |                                                                       |
| R-F  | DIGITAL HD 大型中継車    | 九州東通            |                                                                       |
| R-N  | DIGITAL HD 中型中継車    | 名古屋東通          |                                                                       |
| G-1  | 電源/機材車              | 東京本社            | 拡幅式                                                                |
| G-2  | 電源/機材車              | 東京本社            | 2015年11月更新                                                        |
| A-1  | 5.1ch DIGITAL 音声中継車 | 関西東通            |                                                                       |
| A-2  | 音声中継車               | 関西東通            |                                                                       |

## デジタルシネマ
デジタルシネマとは、東通の事業部署で、ハイビジョン撮影（HD24P）やビデオエンジニアされた素材。

## 名古屋東通の技術協力一覧
- 駅伝・マラソン中継等一部スポーツ中継を除きほとんどの番組の場合、エンディングなどのスタッフロールに名古屋東通と表記されることは少ない。
- 駅伝・マラソン中継で使用されるバイクは所有していないため、該当する中継では近隣の北陸東通などから借りている。

### 現在（名古屋東通）
スポーツ
- ナゴヤドームライブビジョン（バックスクリーン付近の大型画面）映像演出&制作
- 中日ドラゴンズ戦試合中継（CBC・東海テレビ・テレビ愛知・NHK BS1）
- 全国高等学校野球選手権大会中継（メーテレ、NHK、CTY）
- 各種ゴルフ中継
  - 中日クラウンズ
  - 東海クラシック
    - マンシングウェアレディース 東海クラシック（女子）
    - トップ杯東海クラシック（男子）

  - 中京テレビ・ブリヂストンレディス など
- 駅伝・マラソン中継
  - 全日本大学駅伝
  - 名古屋国際女子マラソン→名古屋ウィメンズマラソンなど

CBC
- イッポウ（報道技術）
- サンデードラゴンズ
- 花咲かタイムズ（ENG）
- SOUL FIGHTING
- ひるネタ!おとなの教室→おとなの教室（ENG）

東海テレビ
- 東海テレビスーパーニュース
- リビング1一番本舗（スタジオ技術）
- DREAM競馬→競馬beat（中京競馬場開催時）
- What's名古屋港（ENG）

中京テレビ
- PS（スタジオ技術）
- ラッキー!!（スタジオ技術）

メーテレ
- UP!（ENG、報道技術、照明技術）
- どですか!（ENG、照明技術）
- WAYAYAあはっ!
- スポケン!
- BOMBER-E（照明技術）
- アクセる★ビリー!（照明技術）

その他
- CBC、東海テレビ、メーテレ － 報道スタッフ派遣
- テレビ愛知 － 飛騨高山高根歌謡祭
- CS放送 － F1日本グランプリ（J SPORTS）
- CTY － 大四日市まつり（中継車のみ提供）

### 過去（名古屋東通）
その他
- スカパー! － Jリーグ中継（名古屋グランパス戦中継）
- CS日本 － 笑点Jr.
- CBC － ドラマ30（スタジオ技術）
- 中京テレビ － アンデュ
- メーテレ － ラブちぇん

## ビデオセンター事業部
- 主な編集技術、及び番組作品詳細については東通ビデオセンター事業部を参照。

## キネコ技術
- 東通ecgシステムを参照。